# Гначин
Гначин (пол. Gnaszyn) — городской район в Ченстохове в Польше

## История
Раньше была деревнею (Верхняя Гначин). Промышленное развитие началось после строительства железнодорожной линии в 1903 году.
Находилось много железных рудников, кирпичных заводов. В 1911 году построена текстильная фабрика.
С 1977 года стала городским районом.

## Известные люди
В Гначине родилась Калина Ендрусик (1930).